# Coaldale (contea di Bedford)
Coaldale  è un comune (borough) degli Stati Uniti d'America, nella contea di Bedford nello Stato della Pennsylvania. Secondo il censimento del 2010 la popolazione è di 161 abitanti.

## Società

### Evoluzione demografica
La composizione etnica vede una prevalenza della razza bianca (95,0%) seguita da quella afroamericana (2,5%), dati del 2010.
| borough di Coaldale Popolazione |     |
| 2000                            | 146 |
| 2010                            | 161 |